# Gaetano Vascellini

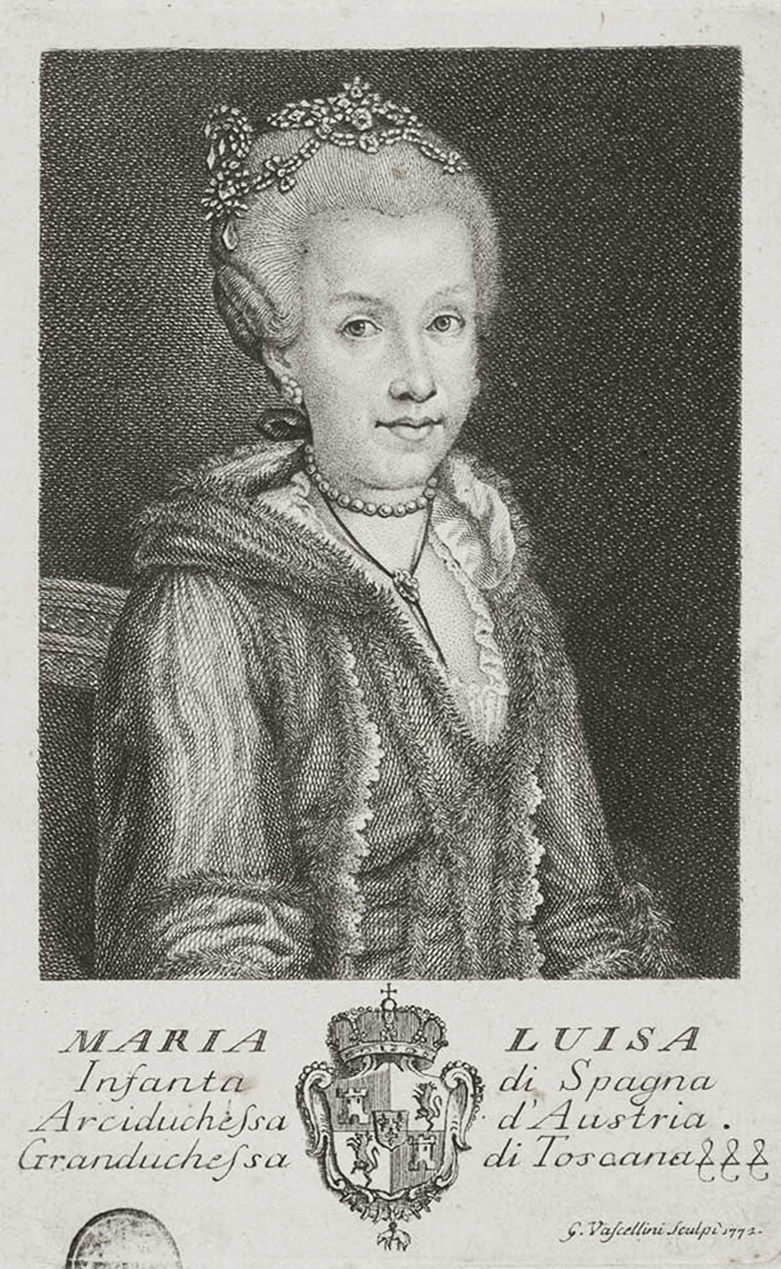
Portrait de Maria Luisa d'Espagne

Gaetano Vascellini, né en 1745 et mort en 1805, est un graveur italien, actif dans un style néoclassique dans sa ville natale de Florence, région de Toscane en Italie. Il est prolifique dans la gravure de portraits des personnages illustres de Florence, ainsi que dans la sculpture locale.

## Biographie
Né en 1745 à Castello San Giovanni, Gaetano Vascellini est l'élève d'Ercole Graziani et de Carlo Faucci,. Il grave des sujets historiques et des portraits d'éminentes personnalités florentines.
Il meurt en 1805 à Florence.